# 2677 Joan
2677 Joan (1935 FF) là một tiểu hành tinh vành đai chính được phát hiện ngày 25 tháng 3 năm 1935, bởi Marguerite Laugier ở Nice.